# Russische Sommer-Meisterschaften im Skispringen 2010
Die russischen Sommer-Meisterschaften im Skispringen 2010 fanden am 4. September 2010 auf der Mittelschanze in den Worobjowy Gory (трамплин на Воробьёвых горах) statt. Die besten Athleten aus dem russischen Nationalkader nahmen nicht an den Wettkämpfen teil. Meister wurde Alexander Sardyko, während bei den Frauen Irina Taktajewa ihren ersten Meistertitel feierte. Es nahmen Sporttreibende aus zehn russischen Föderationseinheiten teil.

## Austragungsort
| \| Moskau \| |
| Moskau       |

| Moskau |

## Ergebnisse

### Frauen
| Platz | Name                       | Föderationssubjekt      | Weite 1 | Weite 2 | Punkte |
| ----- | -------------------------- | ----------------------- | ------- | ------- | ------ |
| 01.   | Irina Taktajewa            | Moskau                  | 059,0   | 061,0   | 175,3  |
| 02.   | Marija Sotowa              | Oblast Nischni Nowgorod | 057,5   | 057,0   | 159,9  |
| 03.   | Sofija Tichonowa           | Sankt Petersburg        | 049,0   | 055,0   | 139,5  |
| 04.   | Alexandra Kustowa          | Oblast Magadan          | 050,0   | 051,0   | 128,1  |
| 05.   | Anastassija Weschtschikowa | Moskau                  | 052,5   | 045,0   | 120,8  |
| 06.   | Wiktorija Waskina          | Region Perm             | 045,0   | 045,0   | 105,3  |

Datum: 4. September 2010
Schanze: Mittelschanze K-72
Russische Sommer-Meisterin 2009:  Marija Sotowa
Teilnehmerinnen / Föderationssubjekte: 6 / 5
Mit deutlichem Vorsprung setzte sich Irina Taktajewa gegen die Titelverteidigerin durch und holte ihren ersten Meistertitel.

### Männer
| Platz | Name              | Föderationssubjekt      | Weite 1 | Weite 2 | Punkte |
| ----- | ----------------- | ----------------------- | ------- | ------- | ------ |
| 01.   | Alexander Sardyko | Oblast Nischni Nowgorod | 079,0   | 075,0   | 242,5  |
| 02.   | Pjotr Tschaadajew | Moskau                  | 080,5   | 072,0   | 239,8  |
| 03.   | Ilja Rosljakow    | Moskau                  | 077,0   | 074,5   | 237,0  |
| 04.   | Alexei Buiwolow   | Oblast Nischni Nowgorod |         |         |        |

Datum: 4. September 2010
Schanze: Mittelschanze K-72
Russischer Sommer-Meister 2009:  Ilja Rosljakow
Teilnehmer / Föderationssubjekte: 60 / 9
Zwar stellte Alexander Sardyko nicht die größte Weite auf, doch war er in der Addition der beiden Durchgänge der beste Athlet und gewann so seinen ersten Meistertitel im Einzel.